# NHK 아오모리 방송국
NHK 아오모리 방송국(NHK 靑森 放送局)은 아오모리현을 방송구역으로 하는 NHK의 지역방송국이며 중파·FM라디오·텔레비전 방송을 담당하고 있다.

## 채널·주파수

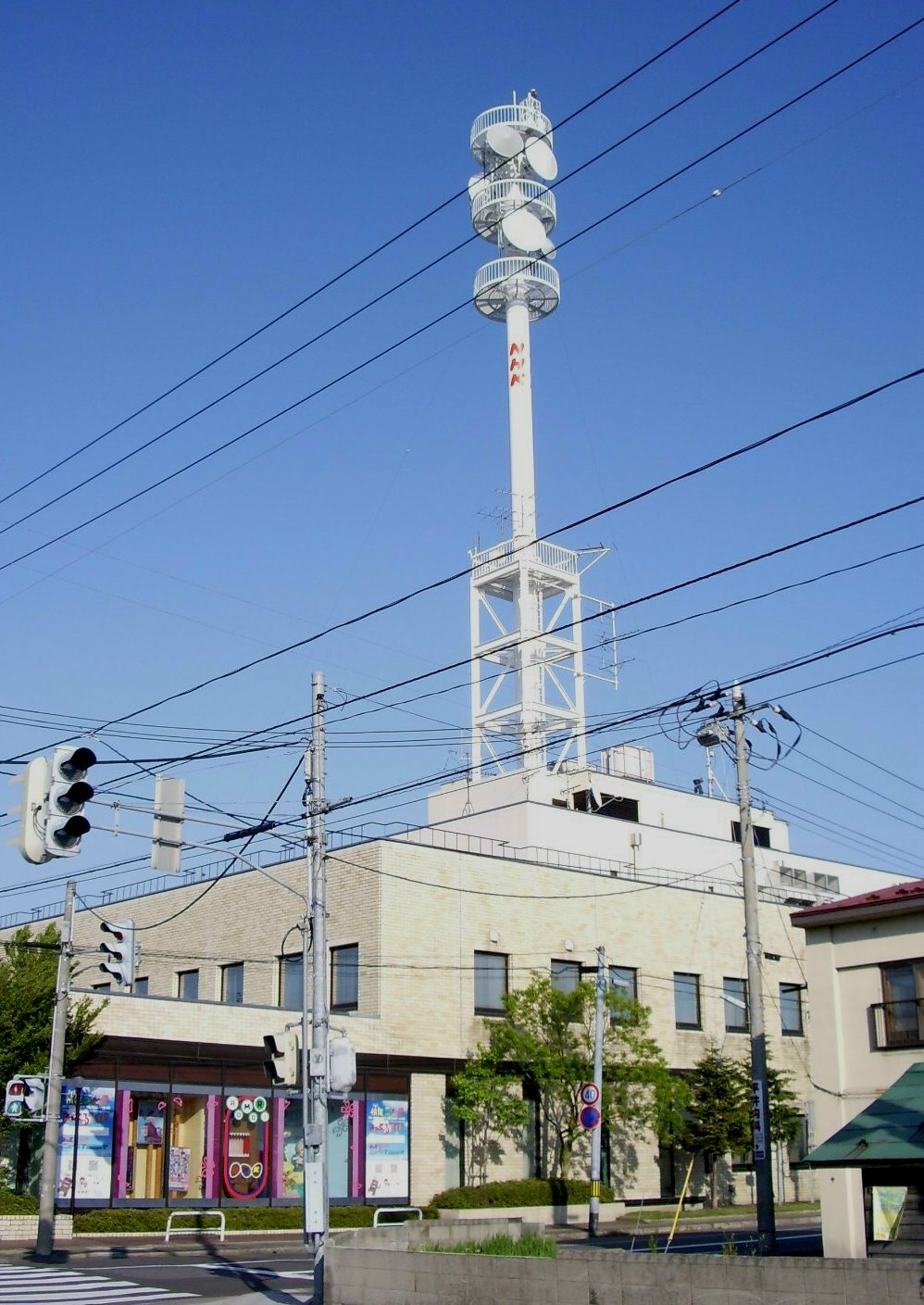
NHK 아오모리 방송국

### 텔레비전 방송
- 종합 텔레비전 아오모리본국 16ch(JOTG-DTV)
- 교육 텔레비전 아오모리본국 13ch(JOTC-DTV)

### 라디오 방송
- 라디오 제1방송(콜사인:JOTG)
  - 아오모리 방송국 963kHz 5kW
  - 하치노헤 중계국 999kHz 1kW
  - 히로사키 중계국 846kHz 500W
  - 도와다 중계국 1161kHz 100W
  - 후카우라 중계국 1584kHz 100W
  - 노헤지 중계국 846kHz 100W
  - 닷코 중계국 1026kHz 100W

- 라디오 제2방송(콜사인:JOTC)
  - 아오모리 방송국 1521kHz 1kW
  - 하치노헤 중계국 1377kHz 1kW
  - 히로사키 중계국 1467kHz 500W

- FM방송(콜사인:JOTG-FM)
  - 아오모리 중계국 86.0MHz 3kW
  - 하치노헤 중계국 81.8MHz 500W
  - 무쓰 중계국 82.7MHz 100W
  - 후카우라 중계국 84.3MHz 10W
  - 에보시다케 중계국 83.4MHz 10W
  - 아지가사와 중계국 85.0MHz 10W

## 아오모리현에 있는 다른 텔레비전·라디오 방송국
- 아오모리 방송(RAB)(TV는 니혼 TV 계열, 라디오는 JRN&NRN계열)
- 아오모리 TV(ATV)(도쿄 방송 계열)
- 아오모리 아사히 방송(ABA)(TV 아사히 계열)
- FM아오모리(JFN계열)